# Silo brevicornis
Silo brevicornis is een fossiele soort schietmot uit de familie Goeridae.